# Обучение японскому языку в Казахстане
| Учреждение                                        | Основной язык | Доп. | Другой | Итого |
| ------------------------------------------------- | ------------- | ---- | ------ | ----- |
| Университет Аль-Фараби                            | 72            | 46   | 10     | 128   |
| Казахский университет международных отношений     | 35            | 133  | 85     | 253   |
| Казахская академия труда и социальных отношений   | 13            | 10   | 0      | 23    |
| Казахский национальный педагогический университет | 0             | 149  | 19     | 168   |
| Евразийский национальный университет              | 0             | 0    | 163    | 163   |
| Казахский экономический университет               | 0             | 0    | 20     | 20    |
| КИМЭП                                             | 0             | 0    | 25     | 25    |
| Общий                                             | 120           | 338  | 322    | 780   |

Обучение японскому языку в Казахстане началось в 1992 году. Исследование, проведенное Японским фондом в 2006 году, показало, что 51 учитель преподает японский язык 1569 студентам в тринадцати учебных заведениях Казахстана; количество студентов увеличилось на 38% по сравнению с опросом 2003 года и более чем в три раза по сравнению с опросом 1998 года. По состоянию на 2021 год по данным Японского фонда, в Казахстане японский язык изучают 611 человек.

## История
Обучение японскому языку в Казахстане официально началось с введения в 1992 году программы японского языка в Алматинском университете имени Аль-Фараби. Вскоре последовали Казахский национальный технический университет, Казахский университет международных отношений, Казахский национальный педагогический университет, Алматинский университет менеджмента и два других университета в Казахстане. Несколько лет спустя были запущены программы в начальных и средних звеньях школ; две школы начали предлагать уроки японского языка в 1996 году, затем еще три в 1998 году и еще четыре школы после 2000 года. Однако к 2003 году четыре программы начальной и средней школы были закрыты из-за нехватки преподавателей, в то время как еще два университета и одно образовательное учреждение начали предлагать курсы японского языка. Для учащихся начальных и средних школ занятия японским языком начинались уже с пятого года обязательного образования и продолжались до восьмого или одиннадцатого класса. По состоянию на 2007 год в Казахстане работало 43 преподавателя японского языка, среди которых восемь были носителями языка.Не существует единой национальной учебной программы по изучению японского языка ни на начальном, ни на среднем, ни на высшем уровне; скорее, учебные заведения разрабатывают свои собственные учебные программы, обычно с использованием учебников, изданных Японским центром, который также финансируется правительством Японии. Студенты, специализирующиеся на японском языке, столкнулись с такими проблемами, как низкая заработная плата и отсутствие возможностей использовать свои навыки в профессиональном контексте, что привело к ограничению роста интереса к языку.
Большая часть языковой подготовки финансируется не за счет местных средств, а частично за счет официальной помощи в целях развития, предоставленной Министерством иностранных дел Японии в размере 95 миллионов долларов США, а также дополнительной помощи от частных лиц.

## Стандартизированное тестирование
| Год  | Город  | Экзаменуемые по уровням | Экзаменуемые по уровням | Экзаменуемые по уровням | Экзаменуемые по уровням | Экзаменуемые по уровням |
| Год  | Город  | Л1                      | Л2                      | Л3                      | Л4                      | Общий                   |
| ---- | ------ | ----------------------- | ----------------------- | ----------------------- | ----------------------- | ----------------------- |
| 2006 | Алматы | 50                      | 98                      | 135                     | 91                      | 374                     |
| 2005 | Алматы | 28                      | 43                      | 68                      | 25                      | 164                     |
| 2004 | Алматы | 34                      | 63                      | 61                      | 28                      | 186                     |
| 2003 | Алматы | 41                      | 87                      | 42                      | 24                      | 194                     |

Тест на знание японского языка проводился в Казахстане с 2003 года исключительно в бывшей столице Алматы. Число экзаменуемых ежегодно сокращалось в течение первых двух лет после введения теста, но в 2006 году их число увеличилось более чем вдвое. Число людей, сдававших вступительный экзамен 4-го уровня, увеличилось почти в четыре раза. Однако по состоянию на 2006 год экзамен JETRO по деловому японскому языку не проводился в Казахстане или другой стране бывшего Советского Союза.

## Внешние ссылки
- Сеть JF Nihongo